# Molophilus (Molophilus) tseni
Molophilus (Molophilus) tseni is een tweevleugelige uit de familie steltmuggen (Limoniidae). De soort komt voor in het Palearctisch gebied.